# Orocrambus scoparioides
Orocrambus scoparioides là một loài bướm đêm trong họ Crambidae.